# Antillicharis adaptos
Antillicharis adaptos är en insektsart som beskrevs av Otte, D. och Perez-gelabert 2009. Antillicharis adaptos ingår i släktet Antillicharis och familjen syrsor. Inga underarter finns listade i Catalogue of Life.